# Люкс-Агро (футбольний клуб)
Футбольний клуб «Люкс-Агро» — український аматорський футбольний клуб з Нової Одеси Миколаївської області, заснований у 2007 році. Виступає у Чемпіонаті та Кубку Миколаївської області.
Заснований у 2007 році як «Нова Одеса». У 2017 році перейменований на «Люкс-Агро».

## Досягнення
- Чемпіонат Миколаївської області
  - Срібний призер: 2018
- Кубок Миколаївської області
  - Фіналіст: 2018
- Суперкубок Миколаївської області
  - Фіналіст: 2018.